# Awakened
Awakened è il sesto album del gruppo metalcore As I Lay Dying. L'album è uscito il 25 settembre 2012 e distribuito dall'etichetta Metal Blade. L'album è stato prodotto da Bill Stevenson e registrato negli studi "The Blasting Room" di proprietà di Stevenson e "Lambesis Studios" di proprietà del cantante Tim Lambesis.
Il 22 giugno sono stati annunciati il nome dell'album, la data di pubblicazione ed il primo singolo. Tre giorni dopo esce il singolo Cauterize in download gratuito per il primo giorno e disponibile all'acquisto dal giorno seguente. Il 27 giugno esce il video con il testo di Cauterize accompagnato dalla copertina dell'album.
Prima dell'uscita la band ha pubblicato delle clip estratte dall'album sul sito SoundCloud.
L'11 settembre esce il video musicale per il brano A Greater Foundation.

## Tracce
1. Cauterize – 3:37
2. A Greater Foundation – 3:46
3. Resilience – 4:07
4. Wasted Words – 4:20
5. Whispering Silence – 4:30
6. Overcome – 4:36
7. No Lungs to Breathe – 4:04
8. Defender – 4:04
9. Washed Away – 1:00
10. My Only Home – 4:05
11. Tear Out My Eyes – 4:37

Tracce bonus edizione limitata e edizione iTunes
1. Unwound (B-Side Demo) – 3:58
2. A Greater Foundation (Versione demo estesa) – 3:58

## Formazione
- Tim Lambesis - voce death
- Phil Sgrosso - chitarra, sintetizzatore in Wasted Words
- Nick Hipa - chitarra
- Josh Gilbert - basso, voce melodica
- Jordan Mancino - batteria